# Lărguța, Bacău
Lărguța (în maghiară Máriafalva) este un sat în comuna Nicolae Bălcescu din județul Bacău, Moldova, România.